# Lago Dilolo
El lago Dilolo está situado en la provincia de Moxico Oriental, en el país africano de Angola, a una altitud media de 1.098 metros encima del mar. Es el mayor lago angoleño, siendo un punto turístico importante para esta provincia.
En el área circundante se encuentra el lago Cameia y el parque nacional de Cameia (parque nacional da Cameia).